# Димитър Димитров (БКП)
Вижте пояснителната страница за други личности с името Димитър Димитров.
Димитър Атанасов Димитров е български юрист и политик от БКП.

## Биография
Димитър Димитров е роден на 19 април 1924 г. в Станимака. Влиза в РМС през 1938 г., а в БКП през 1946 г. След 9 септември 1944 г. е секретар на Околийския комитет на РМС в Асеновград. Бил е и член на ЦК на ДСНМ. От 1952 до 1955 г. е първи секретар на Областния комитет на ДСНМ в Пловдив. След 1955 г. последователно е секретар на Окръжния комитет на БКП в Пловдив и Смолян, първи секретар на Окръжния комитет в Смолян. От 1972 г. завежда отдел „Пропаганда и агитация“ при ЦК на БКП, а от 1973 г. отдел „Организационен“ при ЦК на БКП.  От 1966 г. е член на Централната контролно-ревизионна комисия на ЦК на БКП. Между 1971 и 1981 г. е член на ЦК на БКП. От 1980 до 1985 г. е завеждащ отдел „Народни съвети и масови организации“ при ЦК на БКП, а след това е сътрудник на ЦК на БКП.